# Vulcanella
Vulcanella is een geslacht van sponsdieren uit de klasse van de Demospongiae (gewone sponzen). 

## Soorten
- Vulcanella (Annulastrella)
  - Vulcanella (Annulastrella) annulata => Annulastrella annulata (Carter, 1880)
  - Vulcanella (Annulastrella) ornata => Annulastrella ornata (Sollas, 1888)
  - Vulcanella (Annulastrella) schmidti => Annulastrella schmidti Maldonado, 2002
  - Vulcanella (Annulastrella) verrucolosa => Annulastrella verrucolosa (Pulitzer-Finali, 1983)
- Vulcanella (Vulcanella)
  - Vulcanella (Vulcanella) aberrans => Vulcanella aberrans (Maldonado & Uriz, 1996)
  - Vulcanella (Vulcanella) acanthoxea =>  Vulcanella acanthoxea (Tanita & Hoshino, 1989)
  - Vulcanella (Vulcanella) bifacialis => Vulcanella bifacialis (Wilson, 1925)
  - Vulcanella (Vulcanella) cribrifera => Vulcanella cribrifera (Sollas, 1886)
  - Vulcanella (Vulcanella) cribriporosa => Vulcanella cribriporosa (Lebwohl, 1914)
  - Vulcanella (Vulcanella) doederleini => Vulcanella doederleini (Thiele, 1898)
  - Vulcanella (Vulcanella) gracilis => Vulcanella gracilis (Sollas, 1888)
  - Vulcanella (Vulcanella) horrida => Vulcanella horrida (Schmidt, 1870)
  - Vulcanella (Vulcanella) netheides => Vulcanella netheides (Lebwohl, 1914)
  - Vulcanella (Vulcanella) orthotriaena => Vulcanella orthotriaena (Lévi & Lévi, 1983)
  - Vulcanella (Vulcanella) osculanigera => Vulcanella osculanigera (Dickinson, 1945)
  - Vulcanella (Vulcanella) porosa => Vulcanella porosa (Lebwohl, 1914)
  - Vulcanella (Vulcanella) theneides => Vulcanella theneides (Burton, 1959)
  - Vulcanella (Vulcanella) tricornis => Vulcanella tricornis (Wilson, 1904)